# آلفرد اشنایدو
آلفرد اشنایدو (فرانسوی: Alfred Schneidau‎; ۵ فوریهٔ ۱۸۶۷ – ۲۴ ژانویهٔ ۱۹۴۰) بازیکن کریکت و بازیکن فوتبال اهل بریتانیا بود.
از باشگاه‌هایی که در آن بازی کرده‌است می‌توان به باشگاه فوتبال فولام اشاره کرد.